# 斯塔夫里夫
50°33′51″N 25°21′6″E / 50.56417°N 25.35167°E
斯塔夫里夫（烏克蘭語：Ставрів），是烏克蘭西北部的村莊，隸屬里夫內州的杜布諾區。該村始建於1545年，面積10平方公里，海拔高度190米，2001年人口490，人口密度每平方公里48.9人。